# Adrian Majuru
Adrian Majuru (n. 19 decembrie 1968, București) este un istoric și antropolog român,  preocupat de București, de geografia simbolică a vechiului oraș, contribuție pentru care a și  primit Ordinul „Meritul Cultural” în grad de Cavaler Categoria H – „Cercetarea științifică” . Din 2014 este directorul Muzeului Municipiului București. Ocazional a urmat cursuri la Facultatea de Urbanism și Arhitectură „Ion Mincu”.
Majuru este licențiat în istorie al Universității din București (1997), unde a susținut și doctoratul în domeniul geografiei umane (2004).
A publicat în: Cotidianul (din aprilie 2010), Capital (februarie-decembrie 2007), Adevărul (ianuarie 2007 - mai 2008), Ziarul Financiar (din septembrie 2006), revista Casa Lux (din iulie 2006), Time Out (din aprilie 2006), revista Altitudini (martie – iunie 2006), Cultura (februarie 2004 – martie 2005), Adevărul literar și artistic (septembrie 2003 – decembrie 2006), Observator Cultural (iulie 2002 – iulie 2005), Femeia (martie 2001 – martie 2005), Revista Magazin (august 2001 – iulie 2002).

## Cărți și studii
- „Bucureștiul albanez”, 2002, Editura Ararat[9][10]
- „Bucureștii mahalalelor sau periferia ca mod de existență”, 2003, Editura Compania[5]
- „Destinul în oglindă”, 2005, Pitești, Editura Paralela 45[9][11][12]
- „Familia Minovici - univers spiritual”, 2005, Editura Institutului Cultural Român[5]
- „Bucureștiul subteran. Cerșetorie, delincventă, vagabondaj”, 2005, Editura Paralela 45[13][9][14]
- „Copilăria la români (1850-1950)”, 2006, Editura Compania[9]
- „Prin Bucureștiul albanez / Nëpër Bukureshtin Shqiptar”, ediție bilingvă română și albaneză, 2006, București, Editura Privirea
- „Legenda Khazară”, povestire fantastică ilustrată, 2007, București, editura Caligraf
- „București. Povestea unei geografii umane”, 2007, Editura Institutului Cultural Român[5]
- „București. Diurn. Nocturn”, 2009, Editura Curtea Veche[5]
- „Destin valah. Povestea unei geografii umane”, București, Editura Paralela 45[5]
- „Șapte variațiuni pentru flautul fermecat, (volum-octet-ilustrat)”, ediție limitată pentru «Gala Forbes 2010», 2010, București, Editura Adevărul
- „Cum se distrau românii odinioară”, 2011, editura Adevărul[15][16]

## Proză
- Șapte variațiuni pentru flautul fermecat, Oscar Print, 2010, povestiri.
- Hoțul din Curtea Miracolelor, Litera, BPC, 2023, roman

## Publicații în colaborare
- București-arhipelag. Demolările anilor '80: ștergeri, urme, reveniri, fotografii de Cristian Popescu și texte de Adrian Majuru, Editura Compania, 2007 [17][18]

## Volume colective
- Ferestre din București și poveștile lor, coord. de Cătălin D. Constantin - Adrian Majuru, Adrian Stoicescu, Adriana Mocca, Alexandra Rusu, Alexandru Bogdan Georgescu, Alexandru Calcatinge, Alfred Dumitrescu, Alyssa Grossman, Ana Maria Moldovan, Anca Nistor, Andreea Răsuceanu, Andreea Roșeț, Andrei Tudor, Angela Martin, Augustin Ioan, Carmen Dobre, Călin Andrei Mihăilescu, Călin Torsan, Cătălin D. Constantin, Cătălina Popescu, Cezar Petre Buiumaci, Ciprian Voicilă, Constanța Vintilă-Ghițulescu, Cosmin Manolache, Cristiana Oprea, Cristina Bogdan, Cristina Cioran, Cristina Rusiecki, Dan Lăcătuș, Daniel Sur, Doina Ruști, Dorin Liviu Bîtfoi, Dragoș Dodu, Șerban Anghelescu, Florentina Hojbotă, Florin Bican, Florina Pârjol, Ioana Fruntelată, Ioana Pârvulescu, Ioana Popescu, Ioana Tudora, Iris Spiridon, Iuliana Alexa, Laura Dumitrescu, Laurențiu Ene, Lelia Zamani, Lila Passima, Lucia Terzea-Ofrim, Lucia Toader, Margareta Șipoș, Maria Ellis, Maria Grecu, Marina Tatarâm, Marius Chivu, Marius Marcu-Lapadat, Marius Vasileanu, Mircea Deaca, Nadia Tunsu, Neagu Djuvara, Nicolae Constantinescu, Oana Fotache, Ovidiu Olar, Paul Cernat, Radu Comșa, Radu Herjeu, Radu Paraschivescu, Rodica Mandache, Ruxandra Beldiman, Sanda Nițescu, Sergiu Singer, etc.; Ed. Peter Pan, 2015;